# Соломенное (озеро)
Соло́менное (Соломино) — проточное озеро ложбинного происхождения на реке Торопа (приток Западная Двина). Находится в западной части Тверской области России; на северном и западном берегах озера располагается город Торопец.
Площадь — 8 км², длина — 6,3 км, максимальная ширина — 2,4 км, средняя ширина — 1,3 км. Высота над уровнем моря — 176,1 м, длина береговой линии 15,1 км. Наибольшая глубина — 3,5 м, средняя глубина 2 м. На озере есть несколько островов, один из крупнейших — Дратун, находится в северной части акватории.
Озеро вытянуто с севера на юг, берега высокие, на юго-востоке местами низменные и заболоченные. На озере несколько небольших островов. На западном берегу — деревни Харино и Пензово, на восточном — деревня Знаменское.
Торопа пересекает озеро Соломенное, впадая с юго-восточной стороны около деревни Знаменское и вытекая с северо-запада в черте города Торопец, как протока в озеро Заликовское.
Берега озера используются жителями Торопца для отдыха.